# 新加坡副总理
新加坡副总理是新加坡共和国政府的副政府首脑。现任副总理是颜金勇。

## 历史
副总理是新加坡政府内阁中仅次于新加坡总理第二高的职位，也是高级内阁部长。自1980年代中期以来，新加坡一般同时有两名副总理。当总理暂时不在新加坡时，持职人有时会担任署任总理的角色。
副总理的职位可以追溯到1959年，最初由新加坡总督任命，然后在大英帝国内实现自治改为州元首。在与马来亚、砂拉越和北婆罗洲合并后，新加坡在1963年至1965年成为马来西亚的一个组成州，新加坡副总理的头衔保持不变；而新加坡在1965年独立后至今，亦保留这一职位。杜进才是新加坡的第一任副总理，任职于1959年至1968年间，并于1968年8月2日退休。
王瑞杰被升任为副总理，张志贤和尚达曼已卸任并成为新加坡國務資政。
王瑞杰在2019年5月被李显龙任命为副总理后，大眾普遍认为他有望接替李显龙成为下一任总理。王瑞杰随后于2021年4月退出候任总理的提名。黄循财于2022年6月13日就任副总理，与王瑞杰一起任职。

## 副总理列表
| 图像                                     | 副总理 （生卒） | 任期           | 任期           | 任期      | 政党       | 政府首脑      |
| 图像                                     | 副总理 （生卒） | 任期开始       | 任期结束       | 在位时长  | 政党       | 总理          |
| ---------------------------------------- | --- | -------------- | -------------- | --------- | ---------- | ------------- |
|                                          | 杜进才 Toh Chin Chye டோ சின் ச்யே (1921年12月10日 – 2012年2月3日) 梧槽单选区议员/至1988年                                                                                       | 1959年6月5日   | 1968年8月2日   | 9年58天   | 人民行动党 | 李光耀        |
| 1968年8月2日至1973年3月1日间未委任副总理 | |                |                |           |            |               |
|                                          | 吴庆瑞 Goh Keng Swee கோ கேங் சுவீ (1918年10月6日 – 2010年5月14日) 牛车水单选区议员/至1984年                                                                                     | 1973年3月1日   | 1985年1月1日   | 11年306天 | 人民行动党 | 李光耀        |
|                                          | 拉惹勒南 S. Rajaratnam சின்னத்தம்பி இராசரத்தினம் (1915年2月25日 – 2006年2月22日) 甘榜格南单选区议员/至1988年                                                                        | 1980年6月1日   | 1985年1月1日   | 4年214天  | 人民行动党 | 李光耀        |
|                                          | 吴作栋 Goh Chok Tong கோ சொக் தொங் (1941年5月20日 – ) 马林百列单选区议员/至1988年 马林百列集选区议员/1988年至2020年                                                              | 1985年1月2日   | 1990年11月28日 | 5年330天  | 人民行动党 | 李光耀        |
|                                          | 王鼎昌 Ong Teng Cheong ஓங் டெங் சியோங் (1936年1月22日 – 2002年2月8日) 金吉单选区议员/至1991年 大巴窯集選區议员/1991年至1993年                                                    | 1985年1月2日   | 1993年9月1日   | 8年242天  | 人民行动党 | 李光耀 吳作棟 |
|                                          | 李显龙 Lee Hsien Loong லீ சியன் லூங் (1952年2月10日 – ) 德义单选区议员/至1991年 宏茂桥集选区议员/自1991年                                                                       | 1990年11月28日 | 2004年8月12日  | 13年258天 | 人民行动党 | 吳作棟        |
|                                          | 陈庆炎 Tony Tan Keng Yam டோனி டேன் கெங் யம் (1940年2月7日 – ) 三巴旺单选区议员/至1988年 三巴旺集选区议员/1988年至2006年                                                           | 1995年8月1日   | 2005年9月1日   | 10年31天  | 人民行动党 | 吳作棟 李顯龍 |
|                                          | 贾古玛 S. Jayakumar ஜெயகுமார் (1939年8月12日 – ) 勿洛单选区议员/至1988年 勿洛集選區议员/1988年至1997年 东海岸集选区议员/1997年至2011年                                         | 2004年8月12日  | 2009年4月1日   | 4年232天  | 人民行动党 | 李顯龍        |
|                                          | 黄根成 Wong Kan Seng வோங் கான் செங் (1946年9月8日 – ) 國專单选区议员/至1988年 大巴窯集選區议员/1988年至1991年 湯申集選區议员/1991年至1996年 碧山-大巴窑集选区议员/1997年至2015年 | 2005年9月1日   | 2011年5月21日  | 5年262天  | 人民行动党 | 李顯龍        |
|                                          | 张志贤 Teo Chee Hean தியோ சீ ஹியன் (1954年12月27日 – ) 马林百列集选区议员/至1997年 白沙-榜鹅集選區议员/1997年至2025年                                                           | 2009年4月1日   | 2019年4月30日  | 10年30天  | 人民行动党 | 李顯龍        |
|                                          | 尚达曼 Tharman Shanmugaratnam தர்மன் சண்முகரத்தினம் (1957年2月25日 – ) 裕廊集选区议员/2011年至2023年                                                                              | 2011年5月21日  | 2019年4月30日  | 7年345天  | 人民行动党 | 李顯龍        |
|                                          | 王瑞杰 Heng Swee Keat ஹெங் சுவீ கியட் (1960年4月15日 – ) 淡濱尼集選區议员/至2020年 东海岸集选区议员/2020年至2025年                                                               | 2019年5月1日   | 2025年5月22日  | 6年20天   | 人民行动党 | 李顯龍 黃循財 |
|                                          | 黃循財 Lawrence Wong Shyun Tsai லாரன்ஸ் வோங் சியுன் த்சாய் (1972年12月18日 – ) 西海岸集选区议员/至2015年 马西岭-油池集选区议员/自2015年                                               | 2022年6月13日  | 2024年5月15日  | 1年337天  | 人民行动党 | 李顯龍        |
|                                          | 颜金勇 Gan Kim Yong கான் கிம் யொங் (1959年2月9日 – ) 荷兰-武吉班让集选区议员/至2006年 蔡厝港集选区议员/2006年至2025年 榜鹅集选区议员/自2025年                                    | 2024年5月15日  | 现任           | 1年80天   | 人民行动党 | 黃循財        |